# Night Boat to Cairo
Night Boat to Cairo è un singolo del gruppo musicale britannico Madness, pubblicato nel 1979 ed estratto dall'album One Step Beyond....
Il brano è stato scritto da Mike Barson e Graham McPherson. Esso è incluso anche nell'EP Work Rest and Play (1980) ed è stato ripubblicato come singolo nel 1993, dopo il successo della riedizione di It Must Be Love.

## Tracce
- 7"

1. Night Boat to Cairo - 3:31
2. Night Boat to Cairo (Paul Gotel Rude Edit) - 3:45

12" Single
1. Night Boat to Cairo (Paul Gotel Rude Mix) - 7:59
2. Night Boat to Cairo (Paul Gotel Rude Edit) - 3:45
3. Night Boat to Cairo (Well Hung Parliament Dub Edit) - 5:35
4. Night Boat to Cairo (Paul Gotel Rude Instrumental) - 7:54